# Control de Daños (cómic)
Control de Daños es una empresa de construcción ficticia que aparece en Marvel Comics, que se especializa en reparar los daños materiales causados por los conflictos entre los superhéroes y los supervillanos. Se han publicado cuatro series limitadas de Control de Daños hasta la fecha.
Los empleados de Control de Daños han estado en medio de una fuga en la Bóveda, se han enfrentado al Doctor Doom, han sido amenazados de muerte por Punisher y se han encontrado con entidades cósmicas muy poderosas como Silver Surfer y Galactus. Han "luchado" codo con codo con los X-Men, han socializado con los Nuevos Guerreros e incluso fueron casi amenazados por Hulk.
Control de Daños ha aparecido en varias adaptaciones de medios, incluido en las películas de Marvel Cinematic Universe; Spider-Man: Homecoming (2017) y Spider-Man: No Way Home (2021), y las series de televisión de Disney+ Ms. Marvel (2022) y She-Hulk: Attorney at Law (2022)

## Historia de publicación
Dwayne McDuffie, quien cocreó el concepto con el artista Ernie Colón y escribió las no-aventuras iniciales de Control de Daños, lanzó Control de Daños a Marvel como "una comedia de situación dentro del Universo Marvel".
Los empleados de Control de Daños primero aparecen brevemente en una historia de cuatro páginas en Marvel Age Annual de 1988 y totalmente en 1989 en una historia serializada publicada en el cómic de antología Marvel Comics Presents #19. Posteriormente, los empleados de Control de Daños han sido objeto de tres series limitadas de cómics separados (cada uno limitado a cuatro números), publicados entre 1989 y 1991: Damage Control (mayo - agosto de 1989) y Damage Control vol. 2 (diciembre de 1989 - febrero de 1990, con dos números en diciembre), ambos del escritor McDuffie y el dibujante Colón, y el vol. 3 (junio - septiembre de 1991) del escritor McDuffie y el dibujante y entintador Kyle Baker.
Control de Daños recibió una entrada en el Official Handbook of the Marvel Universe Update '89 #2.
Entre sus apariciones posteriores se encuentran las de la historia de Civil War; así, el primer número de World War Hulk Aftersmash: Damage Control, una serie limitada de tres números enlazando a World War Hulk, fue publicado en enero de 2008.

## Biografía ficticia
Control de Daños fue fundada por la Sra. Anne Marie Hoag y fue originalmente propiedad de Tony Stark y Wilson Fisk, cada uno dueño de la mitad de las acciones de la compañía, aunque Stark se sintió incómodo al cooperar con Fisk, un notorio criminal. La empresa tenía su sede en el Edificio Flatiron de Nueva York.
Los empleados de Control de Daños han estado en medio de una fuga en la Bóveda, se enfrentaron al Doctor Muerte, han sido amenazados de muerte por el Castigador y haber conocido entidades cósmicas muy poderosas, como Silver Surfer y Galactus. Han "luchado" al lado de la Patrulla X, socializado con los Nuevos Guerreros y fueron incluso casi amenazados por Hulk.
Cuando a la Sra. Hoag le ofrecieron un trabajo en el gobierno, nominó a Robin Chapel como su reemplazo. Stark y Fisk vendieron sus acciones en Control de Daños: Stark, porque no quería estar asociado con Fisk y Fisk porque no tenía confianza en la capacidad de Robin para dirigir la empresa. Otra compañía, Carlton Co, tomó el control de Control de Daños y trató de hacer a Control de Daños más rentable, pero en el proceso enfureció a muchos empleados y casi arruinó Control de Daños. La Sra. Hoag convenció a S.H.I.E.L.D. a invertir en Control de Daños y ellos le prestaron el dinero para volver a comprar la compañía. S.H.I.E.L.D. además descubrió que la venta de Control de Daños había sido un complot de Fisk para volver a comprar la compañía a un precio barato. Durante los sucesos de Actos de Venganza (un evento que Fisk ayudó a organizar), se hizo daño masivo a la ciudad y Fisk hizo un gran beneficio cuando Control de Daños fue contratado para reparar los daños.

### Control de Daños: la película
La confrontación con Kingpin produjo resultados inesperados. El personal de Control de Daños encuentran que una película se ha lanzado, una versión ficticia de su confrontación con Kingpin. En la fiesta de despedida para el estreno, el personal Control de Daños es convocado por el Silver Surfer para ayudar a lidiar con Edificio Rex, un exempleado. Él había obtenido poderes cósmicos y esto, combinado con una personalidad anal-retentiva [cita requerida], amenaza el cosmos. Varios de los empleados se reúnen y discuten el problema con otras entidades cósmicas, como Galactus y el Señor del Caos. Robin Chapel finalmente resuelve este problema al despedir a Rex.

### Trabajo post-serie
Después de que una súper pelea destruye el Monumento a Washington Control de Daños es contratado y arregla el daño fuera de panel. Su factura se ve en un montón de papeleo.
Hércules se ve trabajando con Control de Daños, en una ocasión, cumple una condena de servicio comunitario impuesta como castigo por un alboroto borracho. Hércules se convierte en un empleado de pleno derecho, obligado a ganarse la vida después de que Constrictor demanda con éxito el semidiós por las lesiones sufridas en su aprehensión.

### Corrupción en la cima
Control de Daños es visto durante la Civil War. El supervillano Nitro, que voló la ciudad de Stamford, matando a cientos y comenzando la Guerra Civil, revela que un "Walter Declun", le ha proporcionado una Hormona de Crecimiento Mutante. A través de Namor, Wolverine descubre que Walter es el director general de Control de Daños, Inc. Una escena breve muestra que Walter y otro empleado de la firma son cómplices en utilizar a Nitro para aumentar las ganancias de la empresa.
Esto conduce a Wolverine a Anne-Marie Hoag, la presidenta de Control de Daños (y un breve enfrentamiento con Ann, la recepcionista de hace mucho tiempo de CD). Anne-Marie revela que Declun y sus inversores tomaron una participación controladora de las acciones después que la empresa se hizo pública para obtener más fondos. CD también ha obtenido el contrato de reconstrucción de Stamford y el contrato para entrenar y evaluar super-seres registrados. Anne-Marie ha sospechado de Declun de actividades ilegales, pero no tenía una fuerte evidencia suficiente para contrarrestar sus lazos con Washington D. C. y el presidente.
En su batalla contra Declun y Control de Daños, que incluye destruir muchos activos de CD tales como equipo de la compañía para robar bancos extranjeros con las tenencias de CD para forzar a los principales accionistas a liquidar sus acciones. Lobezno más tarde se involucra en una pelea con un equipo de personal de seguridad de CD que están equipados con armadura de Mandroide, arsenal de S.H.I.E.L.D., tecnología de Empresas Stark y otros artículos recuperados de peleas sobrehumanas hasta que el super-héroe Vigía aparece y captura a Lobezno, que luego se entrega a SHIELD, que está bajo la dirección de Maria Hill. Pero Lobezno más tarde se escapa. Después de abrirse camino de regreso a las oficinas de Control de Daños, se enfrenta a Declun, momento en el cual el empresario corrupto toma una dosis de la Hormona de Crecimiento Mutante en respuesta a las amenazas de Lobezno; temporalmente dándole poderes sobrehumanos. Durante la pelea Lobezno parece matar a Declun al apuñalarlo a través de las cuencas de sus ojos. Sin embargo, Declun sobrevive a la lucha.

### World War Hulk
John Porter también se involucra con la Guerra Civil. Cuando los miembros de los 4F Susan y Reed Richards se separan temporalmente por diferencias éticas, su separación emocional estuvo salpicada por Susan usando sus campos de fuerza para golpear un agujero circular de un metro a través de todos los pisos del edificio. Porter luego aparece y estima que las reparaciones serán de $ 789.000. También le agradece a Reed por el trabajo como antes. 
Control de Daños crea una nueva división llamada "Búsqueda y rescate" que se enfoca en encontrar sobrevivientes entre los restos. Sin darse cuenta, contratan a Eric O'Grady, pensando que es un héroe llamado "Slaying Mantis", pero en realidad estaba saqueando después de una batalla de Los Poderosos Vengadores.
La compañía ayudó a limpiar Nueva York después de los eventos de World War Hulk. Tom Foster, el sobrino del fallecido Bill Foster y el nuevo Goliat, se une a la empresa, al igual que sus compañeros superhumanos Monstro y Visioneer. El Edificio Flatiron intacto es utilizado una vez más como su sede. Como empresa, Control de Daños asegura todos los recursos pertinentes y una fuerza de rescate de superhéroes improvisada, ya que muchas personas se quedaron atrás cuando Nueva York fue evacuada por los eventos de 'World War Hulk'. Control de Daños también recolecta varios recursos extraordinarios dejados atrás del enfrentamiento, como las "balas" de adamantium, una I.A. alienígena y metales alienígenas.
Durante la reconstrucción, un extraño efecto secundario de una de las máquinas destruidas de Hulk hace que el Edificio Chrysler para venir a la vida. Quiere dejar la ciudad y ver el mundo, pero John Porter consigue negociar un acuerdo por el cual se le permite salir un mes al año; como señala John, nadie viene a Manhattan en agosto.
La empresa de nuevo tiene la oferta para reconstruir la Mansión de los Vengadores al igual que un nuevo equipo, dirigido por Luke Cage, está avanzando. La Sra. Hoag insinúa un pasado secreto con Cage.
Durante la historia de Spider-Island, se ve a Control de Daños trabajando con los superhéroes para limpiar la destrucción y el caos causados por la locura de un monstruo araña gigante en el medio de Manhattan. Además de repartir pantalones a los neoyorquinos que antes tenían forma de araña, Daños se puso a trabajar para llevarse partes del cuerpo arácnido gigante de Spider Queen. Al menos un equipo de Control de Daños había sido infiltrado y controlado por el Chacal, un científico loco autoadmitido que quería ADN del monstruo araña.
Durante la historia de Civil War II, Monstro encuentra a Trull the Unhuman destrozando el equipo de control de daños y lo arresta. Cuando Monstro empatizó con él, Trull the Unhuman se convenció de renunciar a sus objetivos. Trull the Unhuman se unió a Control de Daños y se convirtió en su portavoz.

## Empleados

### Personajes principales
- Anne Marie Hoag: Fundadora y primera directora de Control de Daños, una señora mayor, ella es buena amiga del entonces director de S.H.I.E.L.D., Nick Fury y lo convenció de que S.H.I.E.L.D. debe prestarle el dinero para comprar las acciones de Control de Daños. Dueña actual de Control de Daños.
- Hércules: Hizo el servicio comunitario con Control de Daños antes, pero visto como un trabajador habitual para Control de Daños,[18][19] después de perder gran parte de sus riquezas divinas ante Constrictor en un juicio de fuerza excesiva. Hércules trabaja en construcción y demolición.
- Robin Chapel: Gestora de tráfico y empleada de mayor confianza de la Sra. Hoag. Al principio ella tuvo una rivalidad con John Porter, porque fue contratado para ocupar un puesto para el que había solicitado. Con el tiempo, los dos se hicieron buenos amigos, y para el momento de la cuarta serie, están en una relación sentimental. Robin es muy capaz y ambiciosa, pero es una persona amigable debajo de su exterior formal. Temporalmente expulsada por las manipulaciones de Walter Declun, fue recontratada recientemente como directora general de Control de Daños.
- Albert Cleary: contralor, Albert es un genio financiero y siempre mantiene la cabeza fría, incluso al presentar facturas a los de la talla del Doctor Muerte. Él posee la extraña habilidad de nunca arrugarse el traje. Doctor Muerte a la vez le ofrece a Cleary un trabajo. Cleary educadamente rechazó la oferta. Muerte respetó la decisión de Cleary lo suficiente para dejarlo vivir. Aunque Cleary nunca lo admitirá, encontró enervante su encuentro con Muerte.
- John Porter: Ejecutivo de cuenta, trabajó de forma independiente en un "seguro de superhéroes", pero le ofreció un puesto de trabajo la Sra. Hoag.[20] Inicialmente tuvo una rivalidad con Robin Chapel, pero los dos se han vuelto buenos amigos y él ha expresado su interés romántico en ella. John tiene la capacidad de encontrar soluciones pacíficas y prácticas a los problemas más complicados. Tiene una relación pacífica extraña con el notorio villano Bola de Trueno.
- Bart Rozum: Ex interno, le ofreció un contrato a término como asistente personal de Robin Chapel. Enamorado de la recepcionista Anne. Se llama así por John Rozum. Buen amigo de Robbie Baldwin, alias Bola Veloz / Penitencia, un exempleado de CD. Esta amistad le permite negociar el uso de superhumanos en reconstruir Nueva York después de 'World War Hulk'.
- Eugene "Gene" Strausser: Técnico, se convirtió brevemente en un supervillano blindado cuando la nueva junta directiva de Control de Daños lo despidió; con un aliado, incluso atacó a Hulka. Fue recontratado cuando la Sra. Hoag recuperó el control. Sirvió al tiempo de cárcel requerido por sus fechorías en una base de liberación de trabajo, gracias a su "ex jefe", Nick Furia, tirando de algunos hilos en su nombre. Más tarde, completamente liberado de sus obligaciones legales para ayudar en el daño de 'World War Hulk'.

#### División de Búsqueda y Rescate
- Lenny Balinger: Actualmente el líder de la nueva división de Búsqueda y Rescate de Control de Daños. Es un hombre de mediana edad. La actitud sensata de Lenny le ha hecho muy popular entre su equipo. Durante una huelga, incluso tomó su lado en una huelga contra Carlton Co, que le había ofrecido una gran cantidad de dinero para hacer lo contrario. Aunque ocasionalmente es confundido con el fallecido actor Lee Marvin, Lenny siente que se parece más a Paul Newman.
- Tom Foster: Sobrino de Bill Foster. Se unió a Control de Daños después de World War Hulk.
- Monstro (Frank Johnson): Un antiguo bombero que vivió una vida nómada antes de unirse al equipo.
- Visioneer (Abigail Dunton): Ella tiene habilidades psíquicas de bajo nivel y ayuda a localizar los civiles atrapados en los escombros.
- "Slaying Mantis" (Eric O'Grady): Eric O'Grady era miembro del equipo de Búsqueda y Rescate en el disfraz de Slaying Mantis. Control de Daños no tenía conocimiento de que era el Hombre Hormiga en secreto.

### Otros empleados
- Anne (apellido desconocido): Recepcionista.
- Henry Ackerdson: Jefe de marketing, no es muy popular debido a su idea de que todos los empleados deben usar trajes de superhéroes, pero es finalmente aceptado como parte del equipo; apareció por primera vez en Marvel Age Annual #4.
- Robbie Baldwin (Bola Veloz): Brevemente trabajó como pasante para Control de Daños.
- Walter Declun: Un raider corporativo despiadado que compró el control de las acciones de Control de Daños cuando se hizo pública, intentó manipular supervillanos para aumentar el daño de propiedad, y por lo tanto la carga de trabajo y los beneficios de Control de Daños. Indirectamente responsable del Incidente Stamford dándole a Nitro una Hormona de Crecimiento Mutante. Él finalmente había vendido sus acciones y luego fue despedido inmediatamente por Hoag (con la ayuda de Tony Stark), seguido de Walter siendo empalado en la cabeza por las garras de Lobezno. En "Amazing Spider-Man Annual" #1, se supo que Walter Declun sobrevivió al ataque. Walter Declun ha resurgido desde la serie limitada "Doomwar" actuando como un mayordomo para el Doctor Muerte.
- Kirk Eden: Compañero de Jim Palmetto. Asignado al Bronx para informar sobre los daños causados por el Motorista Fantasma.
- Jay (apellido): Jefe de seguridad.
- Marie Leahy: Ejecutiva de cuentas de Tokio, Japón.[21]
- Ray Lippert: Antiguo representante de Carlton Co. que se quedó con Control de Daños después de que Carlton vendió la compañía.
- Kathleen O’Meara: Vicepresidenta, breve interés amoroso de Ben Grimm.
- Jim Palmetto: Compañero de Kirk Eden, asignado al Bronx para informar sobre los daños causados por el Motorista Fantasma.
- Vincent "Vinnie" Patilio: Antiguo súper-villano conocido como Rana Saltarina que brevemente fue empleado por Control de Daños. Eugene Strausser hizo algunas mejoras en el traje de la Rana Saltarina.
- Rex Randolph (Edificio Rex): Antiguo empleado, que encontró un artefacto que le dio poderes cósmicos. A medida que el ser cósmico anal retentivo Edificio Rex, Rex trató de limpiar el universo al increarlo, pero fue detenido por Robin Chapel, quien le despidió.

## Otras versiones

### Ultimate Marvel
En el Universo de Ultimate Marvel, Control de Daños es también una empresa de construcción y demolición. La versión Ultimate de la Brigada de Demolición son empleados de Control de Daños como debutaron en Ultimate Spider-Man #86. Luego obtienen poderes y dejan el negocio para convertirse en villanos.

## En otros medios

### Televisión
- En The Super Hero Squad Show episodio "Hulk habla con propiedad", Control de Daños fue contratado por Iron Man para reconstruir la biblioteca de Ciudad Superhéroe después de una batalla entre la Escuadra de Superhéroes y los esbirros del Doctor Muerte, Klaw y Mimi Aulladora. Iron Man hizo el cheque a nombre de John Porter (el ejecutivo de cuentas de Control de Daños).
- Control de Daños aparece en Ultimate Spider-Man episodio "Daños".[24] Después de una pelea con la Brigada de Demolición, Spider-Man y su equipo (Power Man, Iron Fist, Nova y White Tiger) reciben la orden de Nick Fury de trabajar con Control de Daños para averiguar los motivos de la Brigada de Demolición. Mientras trabajaba para Control de Daños, Spider-Man se entera de que el trabajo de limpieza se ha utilizado durante un atraco a un banco encubierto, y él comienza a sospechar del director general de Control de Daños Mac Porter (con la voz de Kevin Michael Richardson). Más tarde esa noche, Spider-Man se infiltra en el edificio de Control de Daños para investigar a Mac Porter, pero descubre en su lugar que cuatro de los trabajadores de Control de Daños son en realidad la Brigada de Demolición disfrazados usando su afiliación de Control de Daños y su equipo para robos. Mac Porter llega para ayudar al equipo de Spider-Man y la Brigada de Demolición es derrotada. Mac Porter se hizo para parecerse al creador de Control de Daños, Dwayne McDuffie, dedicado en su memoria, que falleció de complicaciones después de la cirugía de corazón.
- Marvel ordenó una serie sitcom basada en Control de Daños, ubicada en el Universo cinematográfico de Marvel, con el nombre de Marvel's Damage Control, desarrollado por Ben Karlin.[25]

### Marvel Cinematic Universe
Control de Daños aparece en las películas de Marvel Cinematic Universe; Spider-Man: Homecoming (2017) y Spider-Man: No Way Home (2021) y las series de televisión de Disney+ Ms. Marvel (2022) y She-Hulk: Attorney at Law (2022). Esta versión es una agencia gubernamental llamada Departamento de Control de Daños de los EE. UU. (DODC), que fue creada como una empresa conjunta entre Industrias Stark y el gobierno de los Estados Unidos para limpiar después de la Batalla de Nueva York. Los empleados que aparecen en el MCU incluyen: Anne Marie Hoag (interpretada por Tyne Daly en Homecoming), agente P. Cleary (interpretado por Arian Moayed en No Way Home y Ms. Marvel), agente Foster (interpretado por Gary Weeks en Homecoming y No Way Home), y la agente Sadie Deever (interpretada por Alysia Reiner en Ms. Marvel). Control de Daños se mencionó por primera vez en la tercera temporada de la serie de Marvel Television Agents of S.H.I.E.L.D..
A menudo, es una agencia del gobierno de los Estados Unidos, anteriormente una subunidad de S.H.I.E.L.D..
- En 2012, se instala con la ayuda de Industrias Stark para limpiar después de la Batalla de Nueva York. Esto lleva a la empresa de Adrian Toomes a la quiebra y lleva a este último a su vida criminal como el Buitre.[33]
- En 2016, los agentes del DODC llegan para limpiar un banco destruido y una tienda de comestibles.
- En 2024, los agentes del DODC, dirigidos por P. Cleary, llegan al apartamento de Peter Parker. Lo llevan a él, a su Tía May y a sus amigos, Ned Leeds y Michelle Jones, a la comisaría de policía de Nueva York para interrogarlos después de que su identidad como Spider-Man se hizo pública y fue incriminado por el asesinato de Mysterio. Más tarde, los agentes del DODC llegan al condominio de Happy Hogan y son testigos de la pelea entre Parker y personas desplazadas multiversales, antes de abrir fuego contra Parker cuando está a la vista.
- En 2025, después de olvidar la existencia de Parker bajo el hechizo del Doctor Strange, los agentes del DODC Cleary y Sadie Deever inician una investigación sobre la residente de Jersey City y la superheroína emergente Kamala Khan, luego de que se sospechara que causó daños y lesiones significativos durante la exhibición local AvengerCon. Sus métodos para rastrearla generan una gran controversia entre el público, particularmente provocando la ira de la comunidad musulmana-estadounidense de la ciudad por su intento (en el caso de Cleary, a regañadientes) de asaltar una mezquita relacionada con los asociados de Khan. Eventualmente, Cleary le ordena a Deever que abandone la operación como resultado de la reacción negativa del público, y Deever opta por continuar con la captura de Khan, Kamran, y sus amigos en Coles Academic High School. Posteriormente, la redada de Deever llama la atención de los lugareños de Jersey City, lo que les permite intervenir y evitar que Control de Daños capture a Khan, quien finalmente huye de la escena después de consolar a Kamran. Los eventos posteriores hacen que Cleary despida a Deever de su puesto por su incapacidad para cumplir con las órdenes y por poner en riesgo a los niños.
- Ese mismo año, los agentes del DODC llegan a una gala anual de premios en Los Ángeles, California, para detener a Jennifer Walters y ponerla en su prisión de máxima seguridad.

### Videojuegos
- Los trabajadores de Control de Daños aparecen en Lego Marvel Super Heroes.
- Los trabajadores de Control de Daños aparecen en Lego Marvel Vengadores.
- Un edificio de Control de Daños aparece en Spider-Man.
- Se lanzó un juego de realidad virtual llamado Avengers: Damage Control y se alojó en ciudades seleccionadas de Estados Unidos, Canadá y Malasia.[34]